# Farkasfalva (Horvátország)
Farkasfalva (horvátul: Forkuševci) falu Horvátországban, Eszék-Baranya megyében. Közigazgatásilag Viskolchoz tartozik.

## Fekvése
Eszéktől légvonalban 27, közúton 32 km-re délnyugatra, Diakovártól 8 km-re északkeletre, községközpontjától 3 km-re keletre, Szlavónia középső részén, Viskolc és Semeljci között fekszik.

## Története
Farkasfalva a középkorban keletkezett. Nevét a magyar Farkas személynévből kapta, mely valószínűleg első birtokosára, vagy lakójára utal. Első írásos említése 1395-ben „Farkasfalua” alakban történt. Ugyanezen a néven említik praediumként 1477-ben is. 1300-ig a johanniták birtoka volt, valkói várjobbágyok lakták. Ezután a Horváti, majd a Garai család birtoka.
A török 1536-ban szállta meg a települést. A török uralom idején lakossága kicserélődött. Utolsó ismert török birtokosa Ali Csajics volt. A török kiűzése után a diakovári püspökség birtoka lett. Az uradalom tisztviselője Szádeczki Imre 8 lakott házat számlált a területén. A 18. század első felében a betelepülések következtében lakossága megkétszereződött. 1758-ban már 18 ház állt itt. Ez a szám lényegében a 19. század elejéig megmaradt.
Az első katonai felmérés térképén „Forkusevcze” néven található. Lipszky János 1808-ban Budán kiadott repertóriumában „Forkusevcze” néven szerepel. Nagy Lajos 1829-ben kiadott művében „Forkusevcze” néven 49 házzal, 276 katolikus vallású lakossal találjuk. 1870-től a horvát lakosság a közeli nagyobb városokba, Eszékre, Diakovárra, Vinkovciba és Bródba kezdett kitelepülni. A 19. század végén az elvándorolt horvátok helyére főként Bácskából német és magyar lakosság telepedett le.
A településnek 1857-ben 273, 1910-ben 544 lakosa volt. Verőce vármegye Diakovári járásának része volt. Az 1910-es népszámlálás adatai szerint lakosságának 61%-a horvát, 15%-a német, 2%-a magyar anyanyelvű volt. Az első világháború után 1918-ban az új szerb-horvát-szlovén állam, majd később (1929-ben) Jugoszlávia része lett. A partizánok 1944-ben elüldözték a német és magyar lakosságot, a helyükre a háború után horvátok települtek. 1991-től a független Horvátországhoz tartozik. 1991-ben lakosságának 99%-a horvát nemzetiségű volt. 2011-ben a falunak 468 lakosa volt.

## Lakossága
| Lakosság változása | Lakosság változása | Lakosság változása | Lakosság változása | Lakosság változása | Lakosság változása | Lakosság változása | Lakosság változása | Lakosság változása | Lakosság változása | Lakosság változása | Lakosság változása | Lakosság változása | Lakosság változása | Lakosság változása | Lakosság változása |
| ------------------ | ------------------ | ------------------ | ------------------ | ------------------ | ------------------ | ------------------ | ------------------ | ------------------ | ------------------ | ------------------ | ------------------ | ------------------ | ------------------ | ------------------ | ------------------ |
| 1857               | 1869               | 1880               | 1890               | 1900               | 1910               | 1921               | 1931               | 1948               | 1953               | 1961               | 1971               | 1981               | 1991               | 2001               | 2011               |
| 273                | 309                | 338                | 441                | 513                | 544                | 518                | 548                | 454                | 483                | 524                | 494                | 527                | 525                | 515                | 468                |

## Nevezetességei
Római katolikus kápolnája a viskolci Szent Máté plébánia filiája.

## Kultúra
A KUD „Slavonac” Forkuševci kulturális és művészeti egyesületet 1974-ben alapították. Az egyesületben négy szekció működik: folklór, énekkar, tambura és színjátszó. Történetük során felléptek számos hazai folklórszemlén és fesztiválon, valamint Csehországban, Bulgáriában, Észak-Macedóniában és Olaszországban is.

## Oktatás
A településen a semeljci „Josip Kozarac” általános iskola alsó tagozatos területi iskolája működik.

## Sport
Az NK „Jedinstvo” Forkuševci labdarúgóklubot 1968-ban alapították.